# Egbert Adriaan Kreiken

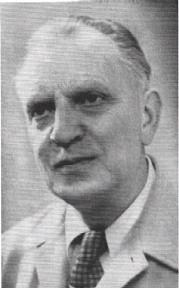
Egbert Adriaan Kreiken

Egbert Adriaan Kreiken (* 1. November 1896 in Barneveld, Gelderland; † 16. August 1964) war ein niederländischer Astronom.

## Leben
Kreiken studierte an der Universität Groningen unter anderem bei Jacobus Cornelius Kapteyn und wurde 1923 mit einer Arbeit „On the colour of the faint stars in the Milky-Way and the distance of the Scutum-group“ promoviert. 
In der Folge arbeitete er in Amsterdam unter anderem mit Anton Pannekoek zusammen und wurde 1929 zum Fellow der Royal Astronomical Society ernannt. Bereits 1928 zog er nach Indonesien, wo er zunächst am Bosscha-Observatorium tätig war. Den größten Teil seines Lebens verbrachte er als Dozent und Lehrer in den Ländern Indonesien (dort war er zeitweise Wissenschaftsminister), Liberia und in der Türkei, wo er das astronomische Institut der Universität Ankara mitbegründete.
Nach ihm ist der Mondkrater Kreiken benannt.